# Enrique Guzmán y Valle
Enrique Guzmán y Valle (Lima, Perú  1854- Lima, 1923) fue un científico y catedrático peruano.

## Biografía
Enrique Guzmán y Valle nació en Lima, el 27 de julio de 1854. Hizo sus estudios escolares en el Colegio Nacional Nuestra Señora de Guadalupe de Lima.
Ingresa a la Facultad de Ciencias de la Universidad Nacional Mayor de San Marcos, graduándose de bachiller el 9 de marzo de 1866, obteniendo el título de Licenciado el 14 de abril de 1877 y el grado de doctor el 22 de junio del mismo año.
Fiel a su alma mater, el 24 de agosto de 1880 es nombrado profesor adjunto de Física y el 6 de agosto del año siguiente como catedrático adjunto de Química y Física General de la Facultad de Ciencias, y el 17 de octubre es nombrado catedrático de Química General.  El 3 de agosto de 1885 asume la dirección del laboratorio de química y el 8 de junio de 1886 es elegido secretario de la Facultad de Ciencias, catedrático principal de Química Analítica y catedrático adjunto de Física General.
Ejerció la cátedra de Química General como principal durante 12 años hasta el 6 de noviembre de 1897  y mediante Ley del Congreso del 27 de septiembre de 1893 se le declara catedrático principal titular de la asignatura de Química Analítica, la cual ejercería hasta su muerte. Fue también sub-decano y decano de la Facultad de Ciencias de San Marcos.
Asimismo, fue miembro del Consejo Superior de Instrucción Pública y del Consejo Nacional de Educación.
Fue profesor de Matemáticas en el colegio Nuestra Señora de Guadalupe, de Química en la Escuela Naval y de la Escuela Militar de Chorrillos. Fue el primer director peruano de la Escuela Normal de Varones (luego Instituto Pedagógico Nacional de Varones, hoy la Universidad Nacional de Educación) de 1916 a 1923.
Fundó el Observatorio Meteorológico de Lima, gracias al apoyo del alcalde de Lima César Canevaro.
Durante la Guerra del Pacífico, se incorporó al Cuerpo de Ingenieros para afrontar el bloqueo del Callao, siendo declarado Benemérito de la Patria por la Asamblea Constituyente de 1885. No solo participó en la construcción de torpedos sino también en la fabricación de cloruro de calcio, en el patio de la Facultad de Ciencias, utilizado en la desinfección ante posibles enfermedades.
Fundador de la revista La Industria, la cual dirigió hasta su muerte. Falleció en la ciudad de Lima en 1923.